# Velo-Vocha
Velo-Vocha (tiếng Hy Lạp: ?) là một khu tự quản ở vùng Peloponnesos, Hy Lạp. Khu tự quản Velo-Vocha có diện tích 165 km², dân số theo điều tra ngày 18 tháng 3 năm 2001 là 17251 người.